# Zavkhan, Uvs
Zavkhan (tiếng Mông Cổ: Завхан) là một sum của tỉnh Uvs ở Mông Cổ. Vào năm 2008, dân số của sum là 1.936 người.

## Địa lý
Sum có diện tích khoảng 6.800 km2. Trung tâm sum, Sharbulag, nằm cách tỉnh lỵ Ulaangom 170 km và thủ đô Ulaanbaatar 1.450 km.

### Khí hậu
Zavkhan có khí hậu bán khô hạn. Nhiệt độ trung bình hàng năm trong khu vực là 4 °C. Tháng ấm nhất là tháng 7, khi nhiệt độ trung bình là 27 °C và lạnh nhất là tháng 1, với −24 °C. Lượng mưa trung bình hàng năm là 108 mm. Tháng ẩm ướt nhất là tháng 8, với lượng mưa trung bình là 29 mm, và khô nhất là tháng 1, với 2 mm.

## Kinh tế
Sum có một trường học, bệnh viện, trung tâm thương mại và nhà văn hóa.